# Junior Ross
Douglas Junior Ross Santillana, genannt Junior (* 19. Februar 1986 in Bellavista, Peru) ist ein peruanischer Fußballspieler.

## Karriere

### Verein
Sein Debüt im Profifußball gab Junior zu Beginn der Saison 2004 beim Coronel Bolognesi FC, in der Primera División Peruana. Nach zwei Spielzeiten wurde der Stürmer an den Ligakonkurrenten Club Sportivo Cienciano ausgeliehen. Beim Vorjahresmeister konnte sich Junior allerdings nicht durchsetzen, kehrte kurz zu Bolognesi zurück und wurde im Januar 2007 erneut innerhalb der Liga verliehen. Der Hauptstadtklub Alianza Lima sicherte sich die Dienste des Angreifers. Dort blieb Junior für ein Jahr, ehe er im Januar 2008 wieder zu Coronel Bolognesi zurückkehrte.
Im Winter der Saison 2008/09 wurde er von Werder Bremen zu einem Probetraining eingeladen. Am 2. Februar 2009 wechselte Junior Ross kurz vor Ende der Transferperiode zum Zweitligisten FSV Frankfurt. In der Rückrunde kam Ross zehn Mal zum Einsatz und erzielte ein Tor. Im Oktober 2009 zog er sich im Spiel gegen den 1. FC Kaiserslautern eine schwere Schulterverletzung zu und fiel für den Rest der Vorrunde aus. Im Sommer 2010 kehrte er nach Peru zurück. Er unterzeichnete einen Vertrag beim Club Juan Aurich.
Nach nur einem halben Jahr verließ er sein Heimatland wieder und wechselte zu Arka Gdynia. Dort kam er in vier Partien in der Ekstraklasa zum Einsatz, bevor er im Sommer nach Peru zurückkehrte. Dort schloss er sich Sporting Cristal an, mit denen er 2012 den Meistertitel gewann. 2015 wechselte er wieder zum Club Juan Aurich. Als weitere Stationen folgten Sport Huancayo sowie die Zweitligisten CD Universidad César Vallejo und der Club Sportivo Cienciano. Seit 2019 steht er bei den Sport Boys in der Primera División unter Vertrag.

### Nationalmannschaft
Sein Debüt für die peruanische Fußballnationalmannschaft gab Junior 2004 im Rahmen der Qualifikation zur Fußball-Weltmeisterschaft 2006. Bis 2013 kam er ins insgesamt elf Länderspielen zum Einsatz.

## Erfolge
- Peruanischer Meister: 
  - 2007 mit Coronel Bolognesi FC
  - 2012 mit Sporting Cristal